# Caterina e le sue figlie

Caterina e le sue figlie (Caterina et ses filles) est une série télévisée italienne composée de trois saisons.
La série a été créée par Mediaset - Canale 5 en 2005.
On y raconte la vie quotidienne de Caterina et ses filles dans un petit village avec des enfants et des coups de théâtre.
Dans la distribution on retrouve des acteurs italiens très connus, comme Valeria Milillo et Virna Lisi.